# Polk artilerije (Indija)
Polk artilerije (angleško Regiment of Artillery) je operativna veja Indijske kopenske vojske in hkrati administrativni korpus, ki nadzoruje vse artilerijske enote Indijske kopenske vojske.

## Zgodovina
Korpus je nastal leta 1947 z delitvijo Kraljeve indijske artilerije.